# Criciúma Esporte Clube
El Criciúma Esporte Clube es un club de fútbol de la ciudad de Criciúma, en la costa sur del Estado de Santa Catarina, en Brasil. Fue fundado el 13 de mayo de 1947. En 2025, vuelve a jugar en el Campeonato Brasileño de Serie B, un año después de su última presencia en esta categoría, en 2023.

## Historia
Él Comerciário Esporte Clube fue fundado en 13 de mayo de 1947, en la Plaza Nereu Ramos, por un grupo de jóvenes, la mayoría con 18 años, del barrio centro de la ciudad de Criciúma. Esta fue la primera vez que en el centro había un equipo de fútbol.
El día 15 de mayo del mismo año sucedió la primera contienda del recién fundado club. El adversario fue el ya tradicional São Paulo Futebol Clube, de la Villa Operária en el estadio Ouro Preto y el joven equipo fue derrotada por 4 a 0. La primera pelota del equipo fue comprada por 17 contos y 300 réis y la primera camiseta a rayas azul y blancas, adquirida después de una colecta entre los comercios de la ciudad. El 8 de junio los dos conjuntos volvieron a enfrentarse en el mismo lugar, ganado São Paulo por otra goleada, 4 a 1, siendo el defensor, Carlitos, el autor del primer gol del equipo del centro en su historia.
El primer título del "Comerciário" fue conquistado en la ciudad de Siderópolis, en 1948. El equipo era considerado la cenicienta del torneo por ser el más joven de la región. En 1949 tuvo lugar la primera gran victoria del club, derrotando al Atlético Operário en dos oportunidades, 3 a 1 y 6 a 1, conquistando así su primer título de la Larm (Liga Atlética da Região Mineira). La formación del campeón era la siguiente: Mário; Colombi, Vante, Muricy y Zoile; Ary, Carlitos y Eraldo; Detefon, Aníbal y Bigode.

## Uniforme
- Uniforme titular: Camiseta amarilla con franja horizontal negra y mitad inferior blanca, pantalón negro y medias negras.
- Uniforme alternativo: Camiseta blanca, pantalón blanco y medias blancas.
- Marca deportiva 2024:  Volt Sport
- Patrocinador Principal 2024:  EstrelaBet

### Evolución del uniforme
| 2009 | 2010 | 2011 | 2012    | 2015 | 2016-17 | 2017-18 | 2019 | 2020 |
| 2021 | 2022 | 2023 | 2023-24 | 2024 |         |         |      |      |

## Estadio
El estadio del Criciúma es el Heriberto Hülse, llamado también "Majestoso" por su hinchada, de la Ciudad de Criciúma, Santa Catarina, Brasil.
Tras ganar el Criciúma la Copa de Brasil en 1991, el estadio tuvo que realizar unos cambios a fin de poder disputar la Copa Libertadores 1992. Para ello, el estadio elevó su capacidad a 30.000 personas, aunque actualmente, por seguridad, sólo se permite un aforo de 22.000.

## Datos del club
- Participaciones en la Copa Libertadores: 1 (1992)

Mejor posición: Cuartos de final (1992)
- Participaciones en la Copa Sudamericana: 2 (2013, 2014)

Mejor posición: Segunda fase (2013, 2014)

## Participaciones internacionales
| Competencia                      | Edición     |
| -------------------------------- | ----------- |
| Copa Libertadores de América (1) | 1992.       |
| Copa Sudamericana (2)            | 2013, 2014. |

### Por competición
| Torneo                       | TJ | PJ | PG | PE | PP | GF | GC | DG | Puntos |
| ---------------------------- | -- | -- | -- | -- | -- | -- | -- | -- | ------ |
| Copa Libertadores de América | 1  | 10 | 6  | 2  | 2  | 19 | 12 | +7 | 14     |
| Copa Sudamericana            | 2  | 4  | 1  | 1  | 2  | 3  | 5  | -2 | 4      |
| Total                        | 3  | 14 | 7  | 3  | 4  | 22 | 17 | +5 | 18     |

## Jugadores

### Plantilla 2025

#### Altas y bajas 2025 (otoño)
| Altas           | Altas     | Altas       | Altas          | Altas        |
| Jugador         | Posición  | Procedencia | Tipo           | Costo        |
| --------------- | --------- | ----------- | -------------- | ------------ |
| Heitor Roca     | Defensa   | Ypiranga    | Transferencia. | No revelado. |
| Marcinho        | Defensa   | Atlético-GO | Transferencia. | --           |
| Sassá           | Delantero | Amazonas FC | Transferencia. | --           |
| Samuel Otusanya | Delantero | América-PE  | Transferencia. | R$400.000    |
| Alisson         | Portero   | Paysandu    | Transferencia. | No revelado. |

| Bajas        | Bajas     | Bajas   | Bajas     | Bajas |
| Jugador      | Posición  | Destino | Tipo      | Costo |
| ------------ | --------- | ------- | --------- | ----- |
| Eliédson     | Volante   | Caxias  | Préstamo. | --    |
| Petterson    | Delantero | Caxias  | Préstamo. | --    |
| Eduardo Melo | Delantero | Caxias  | Préstamo. | --    |

## Entrenadores
- Cuca (octubre de 2001–mayo de 2002)[39][40]
- Ademir Patrício (interino- mayo de 2002)[40]
- Edson Gaúcho (julio de 2002–diciembre de 2002)[41][42]
- Abel Ribeiro (diciembre de 2002–marzo de 2003)[42][43]
- Ademir Patrício (interino- marzo de 2003)[43]
- Dorival Júnior (mayo de 2005–julio de 2005)[44][45]
- Guilherme Macuglia (septiembre de 2006–diciembre de 2006)[46][47]
- Gelson da Silva (diciembre de 2006–agosto de 2007)[48][49]
- Luiz Gonzaga Milioli (interino- agosto de 2007–septiembre de 2007)[49][50]
- Renê Weber (septiembre de 2007)[50][51][52]
- Roberto Cavalo (septiembre de 2007–noviembre de 2007)[53][54]
- Luiz Gonzaga Milioli (interino- noviembre de 2007)[54]
- Gelson da Silva (mayo de 2008–julio de 2008)[55][56]
- Édson Gaúcho (julio de 2008–agosto de 2008)[56][57]
- Luiz Gonzaga Milioli (interino- agosto de 2008–septiembre de 2008)[58]
- Paulo Campos (septiembre de 2008–diciembre de 2008)[59][60]
- Leandro Machado (diciembre de 2008–abril de 2009)[61][62]
- Roberto Fonseca (abril de 2009–junio de 2009)[63][64]
- Itamar Schülle (junio de 2009–enero de 2010)[65][66]
- Wilsão (interino- enero de 2010–febrero de 2010/febrero de 2010–marzo de 2010)[67][68][69]
- Guilherme Macuglia (noviembre de 2010–abril de 2011)[70][71]
- Edson Gaúcho (abril de 2011–junio de 2011)[72][73][74]
- Guto Ferreira (junio de 2011–agosto de 2011)[75][76]
- Mauro Fernandes (agosto de 2011–septiembre de 2011)[77][78]
- Márcio Goiano (septiembre de 2011–febrero de 2012)[79][80]
- Sílvio Criciúma (interino- febrero de 2012–2012)[81]
- Paulo Comelli (abril de 2012–marzo de 2013)[82][83]
- Sílvio Criciúma (interino- marzo de 2013)[84]
- Vadão (marzo de 2013–agosto de 2013)[84][85]
- Sílvio Criciúma (interino- agosto de 2013–septiembre de 2013/septiembre de 2013)[85][86][87]
- Argel Fucks (septiembre de 2013–diciembre de 2013)[88][89]
- Ricardo Drubscky (diciembre de 2013–febrero de 2014)[90][91]
- Luizinho Vieira (interino- febrero de 2014)[91]
- Caio Júnior (febrero de 2014–abril de 2014)[92][93]
- Tarcísio Macuglia (interino- abril de 2014)[94]
- Wagner Lopes (abril de 2014–agosto de 2014)[95][96]
- Wilsão (interino- agosto de 2014–septiembre de 2014)[97]
- Gilmar Dal Pozzo (septiembre de 2014–octubre de 2014)[98][99]
- Roberto Cavalo (octubre de 2015–noviembre de 2016)[100][101][102]
- Deivid (diciembre de 2016–mayo de 2017)[103][104]
- Luiz Carlos Winck (mayo de 2017–septiembre de 2017)[105][106]
- Beto Campos (septiembre de 2017–noviembre de 2017)[107][108]
- Grizzo (interino- noviembre de 2017–diciembre de 2017)[108]
- Lisca (diciembre de 2017–enero de 2018)[109][110]
- Grizzo (interino- enero de 2018–febrero de 2018)[110]
- Argel Fucks (febrero de 2018–mayo de 2018)[111][112]
- Mazola Júnior (mayo de 2018–diciembre de 2018)[113][114]
- Doriva (diciembre de 2018–marzo de 2019)[115][116]
- Gilson Kleina (marzo de 2019–agosto de 2019)[117][118]
- Waguinho Dias (agosto de 2019–septiembre de 2019)[119][120]
- Roberto Cavalo (septiembre de 2019–octubre de 2020)[3][121]
- Paulo Baier (mayo de 2021–octubre de 2021)[122][123]
- Cláudio Tencati (octubre de 2021–diciembre de 2024)[124][125]
- Zé Ricardo (diciembre de 2024–presente)[4]

## Presidentes

### Presidentes del Comerciário Esporte Clube
| Bandera de Brasil | Sinval Rosário Bohrer          | 1947 a 1951 |
| Bandera de Brasil | Galdino Trento                 | 1952        |
| Bandera de Brasil | Sinval Rosário Bohrer          | 1953        |
| Bandera de Brasil | Antônio Sílvio Búrigo Carneiro | 1954 a 1955 |
| Bandera de Brasil | Ary Francisco Búrigo           | 1956 a 1958 |
| Bandera de Brasil | Antônio Sílvio Búrigo Carneiro | 1959        |
| Bandera de Brasil | David Conti                    | 1960 a 1961 |
| Bandera de Brasil | Honório Búrigo                 | 1962        |
| Bandera de Brasil | Antenor Angeloni               | 1963        |
| Bandera de Brasil | Algemiro Manique Barreto       | 1964 a 1965 |
| Bandera de Brasil | Hélcio Bianchini Góes          | 1966        |
| Bandera de Brasil | Aristides Bolan                | 1967 a 1968 |
| Bandera de Brasil | Jarvis Gaidzinski              | 1969 a 1970 |
| Bandera de Brasil | David Conti                    | 1971 a 1972 |
| Bandera de Brasil | Voimer José Conti              | 1973 a 1974 |
| Bandera de Brasil | David Conti                    | 1975 a 1976 |
| Bandera de Brasil | Oswaldo Patrício de Souza      | 1977        |
| Bandera de Brasil | Antenor Angeloni               | 1978        |

### Presidentes del Criciúma Esporte Clube
| Bandera de Brasil | Antenor Angeloni            | 1978 a 1980 |
| Bandera de Brasil | Guido José Búrigo           | 1981        |
| Bandera de Brasil | Domerval Zanatta            | 1982        |
| Bandera de Brasil | Silvio Damiani Búrigo       | 1983        |
| Bandera de Brasil | Antenor Angeloni            | 1984        |
| Bandera de Brasil | Moacir Fernandes            | 1985 a 1992 |
| Bandera de Brasil | Afonso Back                 | 1992        |
| Bandera de Brasil | Dorly Naspolini             | 1993 a 1994 |
| Bandera de Brasil | Milton Campos Carvalho      | 1995 a 1996 |
| Bandera de Brasil | Joacir Scremin              | 1996 a 1998 |
| Bandera de Brasil | Claver Luiz Vieira          | 1999 a 2000 |
| Bandera de Brasil | Moacir Fernandes            | 2000 a 2007 |
| Bandera de Brasil | Edson Roberto Búrigo        | 2008 a 2010 |
| Bandera de Brasil | Antenor Angeloni            | 2010 a 2015 |
| Bandera de Brasil | Jaime Dal Farra             | 2015 a 2020 |
| Bandera de Brasil | Anselmo Freitas             | 2021 a 2022 |
| Bandera de Brasil | Vilmar Guedes               | 2022 a 2024 |
| Bandera de Brasil | Alexandre Farias (interino) | 2024 a 2025 |

1. ↑  También llamado Ary Fernando.[127]

## Palmarés

### Torneos nacionales (1)
- Copa de Brasil (1): 1991.
- Campeonato Brasileño de Serie B (1): 2002.
- Campeonato Brasileño de Serie C (1): 2006.

### Torneos estatales (14)
- Campeonato Catarinense (12): 1968, 1986, 1989, 1990, 1991, 1993, 1995, 1998, 2005, 2013, 2023, 2024.
  - Subcampeón del Campeonato Catarinense (10): 1980, 1981, 1982, 1987, 1994, 2001, 2002, 2007, 2008, 2011.
- Copa Santa Catarina (1): 1993.
- Recopa Catarinense (1): 2024.
- Campeonato Catarinense - Serie B (1): 2022.